# Opisthoteuthis persephone
Opisthoteuthis persephone är en bläckfiskart som beskrevs av Berry 1918. Opisthoteuthis persephone ingår i släktet Opisthoteuthis och familjen Opisthoteuthidae. Inga underarter finns listade i Catalogue of Life.